# Craig Mack
Craig Mack (New York, 10 maggio 1970 – Walterboro, 12 marzo 2018) è stato un rapper statunitense.
Ha contribuito a costruire le fondamenta della Bad Boy Records, una delle etichette più influenti dell'hip-hop. Debutta con lo pseudonimo di MC EZ, ma il primo successo è il singolo Flava in Ya Ear realizzato già come Craig Mack. Successivamente vengono pubblicati diversi remix del brano, realizzati da artisti importanti come The Notorious B.I.G. e Busta Rhymes. Il primo album, Project: Funk da World, viene pubblicato nel 1994 dalla Bad Boy Records, il secondo, Operation: Get Down, viene pubblicato nel 1997 per la Street Life Records. È deceduto il 12 marzo 2018 a causa di un'insufficienza cardiaca.

## Carriera
Il suo primo singolo Get Retarded/Just Rhymin venne pubblicato nel 1988 tramite l’etichetta Fresh Records.
Nel 1994, Mack pubblicò il suo primo album: Project: Funk da World che ha raggiunto la 21ª posizione nella Billboard Hot 200  dello stesso anno. Mack è conosciuto soprattutto per il suo brano di successo uscito più tardi lo stesso anno, Flava In Ya Ear il cui remix è stato il brano d'esordio per The Notorious B.I.G., e comprendeva una delle prime prime apparizioni da solista di Busta Rhymes. Il singolo si è classificato al primo posto nelle classifiche hip hop e ha ottenuto un disco di platino.
Nel giugno del 1997 l’artista pubblicò il suo secondo album, Operation: Get Down, ma non eguagliò il successo del precedente e non riuscendo ad ottenere un nuovo contratto dovette abbandonare l’etichetta Bad Boy per motivi finanziari.
Dopo due album indipendenti pubblicati per alcuni anni tornò con l’etichetta che aveva precedentemente lasciato per partecipare alla compilation We Invented the Remix che venne pubblicata il 14 maggio 2002.
Nel 2012 Mack ha poi firmato con altre due etichette, la Street Life Records e la Stereo Nasty Records e a novembre dello stesso anno ha pubblicato un mixtape intitolato Operation Why2K?
Nel 2017 è stato pubblicato The Mack World Sessions, un album contenente 18 tracce registrate tra il 2000 e il 2006.

## Morte
Mack è morto il 12 marzo 2018 per insufficienza cardiaca in un ospedale vicino a casa sua a Walterboro, South Carolina. A quanto pare Mack soffriva di insufficienza cardiaca e sei mesi prima alla sua morte gli era comparso il fiato corto e chiamò i suoi amici per dire addio.

## Discografia

### Album in studio
- 1994 – Project: Funk da World
- 1997 – Operation: Get Down
- 2017 – The Mack World Sessions

#### Singoli
- 1994 – Flava In Ya Ear
- 1994 – Get Down
- 1997 – What I Need
- 1998 – Jockin My Style
- 1999 – Wooden Horse